# Agathodaimon
Agathodaimon er et black metal-band fra Mainz, Tyskland.

## Fodnoter
1. ↑  http://www.rockdetector.com/artist,217.sm
2. ↑  "Loudside - Agathodaimon". Loudside.com. Hentet 2007-10-06.